# Niedbałki (Pieniężno)
Niedbałki (deutsch Lotterbach) ist ein Dorf in der polnischen Woiwodschaft Ermland-Masuren und gehört zur Stadt- und Landgemeinde Pieniężno (Mehlsack) im Powiat Braniewski (Kreis Braunsberg).

## Geographische Lage
Niedbałki liegt im Nordwesten der Woiwodschaft Ermland-Masuren, 37 Kilometer südöstlich der Kreisstadt Braniewo (deutsch Braunsberg).

## Geschichte
Das kleine Dorf Lotterbach wurde 1874 als Landgemeinde in den neu errichteten Amtsbezirk Lichtenau (polnisch Lechowo) im ostpreußischen Kreis Braunsberg, Regierungsbezirk Königsberg, eingegliedert.
Im Jahre 1910 waren in Lotterbach 265 Einwohner gemeldet. Ihre Zahl belief sich 1933 auf 227 und 1939 auf 210.
Als das gesamte südliche Ostpreußen 1945 in Kriegsfolge an Polen abgetreten wurde, erhielt Lotterbach die polnische Namensform „Niedbałki“. Heute ist der Ort ein Teil der Gmina Pieniężno (Stadt- und Landgemeinde Mehlsack) im Powiat Braniewski, von 1975 bis 1998 der Woiwodschaft Elbląg, seither der Woiwodschaft Ermland-Masuren zugehörig. Im Jahre 2021 zählte Niedbałki 33 Einwohner.

## Religion
Niedbałki gehört wie Lotterbach vor 1945 zur römisch-katholischen Pfarrei Lechowo (Lichtenau), jetzt aber dem Dekanat Górowo Iławeckie (Landsberg) im Erzbistum Ermland zugeordnet. Bis 1945 war das Dorf evangelischerseits in die Pfarrkirche in Mehlsack in der Kirchenprovinz Ostpreußen der Kirche der Altpreußischen Union eingepfarrt. Heute gehört das kleine Dorf zur Diözese Masuren der Evangelisch-Augsburgischen Kirche in Polen.

## Verkehr
Niedbałki liegt an einer Nebenstraße, die von Jesionowo (Eschenau) bis nach Kłusity Wielkie (Groß Klaussitten) verläuft.
Eine Bahnanbindung besteht nicht.